# Cenerentolo
Cenerentolo è un mediometraggio comico diretto da Alessandro Paci.
È stato distribuito direttamente in DVD.